# Воютин
Вою́тин — село в Україні, у Торчинській селищній громаді Луцького району Волинської області. Населення — 752 осіб.

## Географічне розташування
Село розташоване за 32 км від обласного центру та 13 км від адміністративного центру селищної громади, на березі р. Чорногузки. Найближча залізнична станція Несвіч-Волинський (за 13 км).

## Історія
Село Воютин засноване у 1570 році.
На території села вченими знайдені численні археологічні пам'ятки:
- за 1 км на північний схід від села, на північ від тракторної бригади, на видовженому мисі першої надзаплавної тераси правого берега струмка Верболіз висотою 3–4 м над рівнем заплави — багатошарове поселення доби пізнього палеоліту, тшинецько-комарівської культури доби бронзи, лежницької групи ранньоскіфського часу, вельбарської культури та давньоруського періоду ХІ—ХІІІ століть, площею близько 2 га;
- у північно-східній околиці села, на мисі правого берега потоку Верболіз, на висоті близько 16 м над рівнем заплави — стоянка доби пізнього палеоліту;
- за 0,5 км на північ від села, на схилі лівого берега струмка Верболіз висотою 3–4 м над рівнем заплави — селище давньоруського часу ХІІ—ХІІІ століть, площею до 1 га;
- на північно-західній околиці села, на лівому березі названого струмка, на висоті 5–6 м над рівнем заплави — селище ХІІ—ХІІІ століть,  площею близько 1 га;
- за 0,5 км на південний захід від села, на правому березі безіменного потічка — допливу Верболозу, заплава якого зараз затоплена ставом — селище давньоруського періоду ХІІ—ХІІІ століть, площею до 2 га;
- за 1 км на південний захід від села, на мисі першої надзаплавної тераси лівого берега потічка Верболіз висотою 5–6 м над рівнем заплави — двошарове поселення тшинецько-комарівської культури і давньоруського періоду ХІІ—ХІІІ століть,  площею близько 1,5 га[1].

У першій половині ХṾІ століття у Воютині знаходилася резиденція однієї з гілок шляхецької родини Гулевичів — Гулевич-Воютинських — нащадків Федора (в чернецтві — Феодосія) Зброхович-Гулевич-Воютинського.
У 1595—1596 роках окремі мешканці Воютина влилися у повстанський козацький загін Северина Наливайка.
7 березня 1596 року, під час перебування війська Северина Наливайка в районі Луцька — Несвіча — Торчина у козацькі загони втік зі школи 12-річний учень Федько Гулевич — син маршалка луцького повітового дворянського кола Деміана Гулевича Воютинського. Він став козацьким джурою, тобто молодшим козаком Серерина Наливайка.
З 1915 року, під час Першої світової війни, село перебувало в австрійській окупації. На 11-й день Брусиловського прориву 1 (14) червня 1916 р. 8-й корпус російської армії зайняв Садів і Воютин. Генерал Микола Духонін у телеграмі до генерала М. Пустовойтенка зазначав: «Жители деревень по пути следования радостно встречают войска иконами, хлебом-солью, улицы устланы травой, цветами, в одной из деревень вышел крестный ход с пением „спаси господи“».
У період польської окупації Західної України (1921—1939), за даними польської поліції, у 1928 році в селі діяв осередок КПЗУ. Його активними членами були М. Г. Сачук, В. І. Іщук, М. К. Танчук.
Під час Другої Світової війни жителі Воютина активно боролися проти німецько-фашистських та більшовицьких загарбників як у складі Червоної, пізніше — радянської армії, так і партизанських загонів УПА. З 199 учасників війни 140 нагороджено орденами і медалями.
На межі 1960—1970-х років населення Воютина складало 589 осіб. У Воютині знаходилася центральна садиба колгоспу «Дружба», який мав 3314 га землі, у тому числі 2661 га орної. Колгосп спеціалізувався на рільництві і м'ясо-молочному тваринництві. В селі було побудовано восьмирічну школу, бібліотеку, клуб.
12 червня 2020 року, відповідно до розпорядження Кабінету Міністрів України № 708-р Про визначення адміністративних центрів та затвердження територій територіальних громад Волинської області, Воютинська сільська рада об'єднана з Торчинською селищною громадою.

## Населення
За переписом УРСР 1989 року чисельність наявного населення села становила 687 осіб, з яких 313 чоловіків та 374 жінки.
За переписом населення України 2001 року в селі мешкало 740 осіб.

## Мова
Розподіл населення за рідною мовою за даними перепису 2001 року:
| Мова       | Відсоток |
| ---------- | -------- |
| українська | 98,40 %  |
| російська  | 1,20 %   |
| білоруська | 0,27 %   |
| польська   | 0,13 %   |

## Відома особа

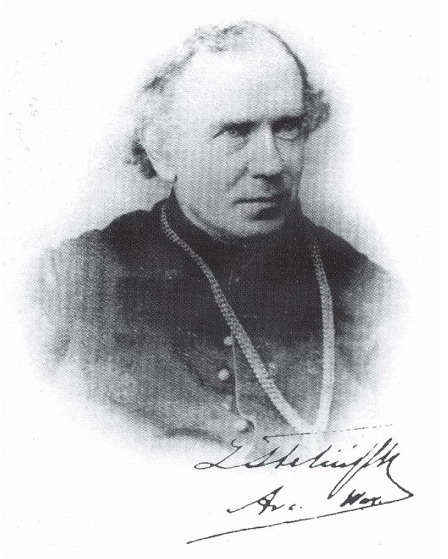
Зигмунт Фелінський

У селі народився святий римо-католицької церкви, архієпископ Варшавський і засновник Згромадження Сестер Францисканок Родини Марії — Зигмунт-Щенсний Фелінський.